# Nicolò de' Conti
 (septembre 2009).
Si vous disposez d'ouvrages ou d'articles de référence ou si vous connaissez des sites web de qualité traitant du thème abordé ici, merci de compléter l'article en donnant les références utiles à sa vérifiabilité et en les liant à la section « Notes et références ».
Pour les articles homonymes, voir Conti.
Nicolò de' Conti (1395 - 1469) est un explorateur italien et auteur, originaire de Chioggia, un petit port de la lagune de Venise, l'un des premiers Européens à parcourir les Indes et le sud-est asiatique bien avant l'arrivée de Vasco de Gama à Calicut.
Nicolò de' Conti est un négociant issu d'une famille noble. On ne sait rien de sa vie avant son départ de Damas vers 1414. Il est probable qu'il soit venu en Orient, envoyé dans un des comptoirs de la famille. Il séjourne certainement dans cette ville suffisamment longtemps pour y apprendre l'arabe, puis plus tard le persan, à Kalat, deux langues très utiles dans l'Océan Indien, mais aussi en Inde même, dans les grands royaumes musulmans que sont alors les sultanats de Delhi et du Bengale, ainsi que dans le sultanat des Bahmanî du Dekkan.

## L'apostat contraint raconte son aventure
Sur le chemin du retour, il est obligé de se convertir à l'islam pour sauver sa vie, celle de son épouse, une femme qu'il a rencontrée et avec laquelle il s'est marié au cours de son périple, et de ses enfants. Il demande audience au pape Eugène IV pour obtenir son pardon pour son apostasie forcée. Le Saint-Père, vénitien comme lui, lui donne comme pénitence de raconter son périple à Poggio Bracciolini, dit Le Pogge, son secrétaire particulier. Son récit, aujourd'hui oublié, connaît à l'époque un grand succès et permet d'affiner les représentations géographiques de la Terre et de conformer une partie des informations concernant l'océan Indien révélées par Marco Polo. Très régulièrement, les indications de distance entre étapes sont données en jour de marche ou de navigation pour aider les marchands, ce qui se révèle utile aux géographes.
Son récit comporte trois principales parties : une description de son itinéraire, une description des Indes plus particulièrement et un complément concernant le Prêtre Jean qui doit tout à Bracciolini. À la fin de son voyage, au monastère Sainte-Catherine du Sinaï, Nicolò rencontre Pedro Tafur, un voyageur espagnol qui l'accompagne jusqu'au Caire.

## En route pour l'Orient
Son long voyage de 25 ans commence donc à Damas d'où il prend la caravane de l'Euphrate et de la Mésopotamie méridionale pour arriver à Baldochia (Bagdad). L'empire de Tamerlan est alors en pleine déliquescence. Là, il prend un bateau et descend le Tigre jusqu'à Balsera (Bassora) et atteint le golfe Persique. Il embarque sur un navire, navigue sur le golfe jusqu'à Colchus (Kangân), puis Ormesia (Ormuz), accoste sur le rivage perse de l'océan Indien et se dirige vers Calacatia (Kalat) au Balouchistan où il séjourne quelque temps et noue des relations commerciales avec des négociants persans. C'est dans cette ville qu'il apprend le persan et décide d'adopter le costume local pour la suite de son voyage.
Après avoir repris un navire, il atteint Combahita (Cambay) d'où il commence ses observations de la vie indienne, la pratique de la satî, par exemple, qu'il y découvre. Le Goujerat, qui s'est libéré de la tutelle des sultans de Delhi, est alors une puissance économique montante et Cambay le plus grand marché de la région où l'on trouve toutes les productions de l'arrière-pays : coton brut, pierres dures, indigo, opium mais surtout les textiles tissés et teints dont le Goujerat est un producteur apprécié depuis au moins l'époque de l'Égypte ancienne. 
Nicolò longe la côte ouest de l'Inde, faisant escale à Pachamuria (Barkur) et Helli (Eli) où il observe la plante du gingembre dont il fait une description. À partir de là, il se dirige vers l'intérieur des terres pour rallier Bizenegalia (Vijayanagar) dont il relate la richesse. De Vijayanagar, il rejoint le port de Pudifetania (Pudupattana) en passant par les deux villes d'Odeschiria et de Cenderghiria (Chandragiri, mont de la lune), des toponymes trop courants en Inde pour permettre une identification certaine, mais où il signale la présence de bois de santal. Il passe ensuite à Cahila (Kayal) qu'il signale comme lieu de production de perles et fait la description du talipot - de tâla-pattra, le Corypha umbraculifera - un palmier à grandes feuilles préparé par les Tamouls pour être utilisé comme papier ou pour se protéger de la pluie et du soleil. Il dit naviguer ensuite jusqu'à Malpuria (Mailapur, aujourd'hui un faubourg au sud de Chennai), mais il est possible qu'il ne s'y soit pas vraiment rendu, pas plus d'ailleurs que Marco Polo, la description du lieu de la sépulture de l'apôtre Thomas semblant obligatoire peut-être dans la perspective de sa pénitence. Il signale la présence sur place d'une grande communauté de chrétiens nestoriens qu'il affirme être dans la même situation de diaspora que les Juifs en Europe. 
La prochaine étape décrite est Ceylan dont il rappelle la richesse en gemmes et où il fait la description précise du cannelier local, mais il est fort probable qu'il ait plutôt fait escale sur l'île lors de son voyage de retour. Il signale un lac sur l'île, déjà décrit comme le Megisba de Pline l'Ancien, mais celui-ci est impossible à identifier du fait de la grande quantité de réservoirs et de lacs artificiels dans l'île. Tout au plus, peut-on penser qu'il parle d'Anurâdhapura ou de Polonnâruvâ, puisqu'il parle d'une ville royale se trouvant au milieu du lac, ce qui n'est pas tout à fait le cas dans la réalité. 
Son itinéraire continue ensuite vers l'est où, après vingt jours de navigation au cours desquels il passe au nord des îles Andaman (Andamania) qu'il signale, après Marco Polo, comme peuplées de cannibales. Nicolò donne à Sumatra le nom de Taprobane (du pâli, Tambapanna) qui est le nom antique de Ceylan, mais à son époque ce nom n'est plus employé localement, au bénéfice de Simhala (nom pâli Sihalia, repère des lions, animal présent sur le drapeau du Sri Lanka) (qui donnera Ceylan) ou de la forme arabe Sarandîb, ce qui explique son erreur. Là, il fait la description du poivrier et du durian sous le nom de durianum. Il fait aussi le premier signalement des Batak, sous le nom de Batech, une ethnie du nord-ouest de l'île, dont les membres sont restés anthropophages jusqu'au XIXe siècle et qui sont signalés tels par Conti.

## Dans la mer d'Andaman

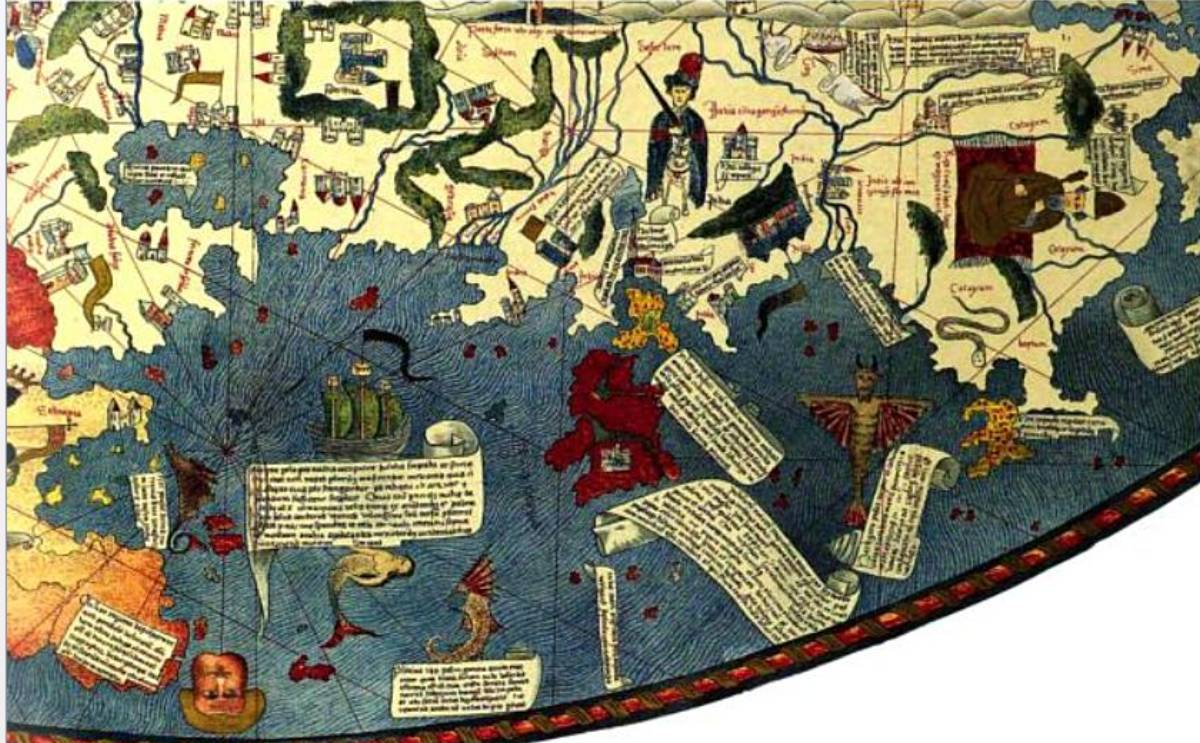
L'océan indien sur la carte génoise de 1457, dressée grâce aux indications de Nicolò de' Conti.

Il retourne ensuite vers le nord à Thenasseri (Tenasserim) dans l'actuelle Birmanie puis rallie le Bengale où il remonte le Gange. Il navigue sur le fleuve durant plusieurs mois à contre-courant, passant par de grandes villes inconnues aujourd'hui comme Cernove, Maharatia et Buffetania qui ont probablement disparu du fait des modifications du delta. Il estime la largeur d'un bras du fleuve à 15 milles, soit entre 20 et 25 km, décrit des bambous géants dont on fait des embarcations, signale le gavial du Gange et décrit un fruit nommé musa, produit par le Musa sapientium ou par le Musa paradisiaca et que nous nommons banane. Il parle aussi de la noix d'Inde que les Portugais nommeront plus tard  noix de coco en 1498. 
Ayant quitté le delta du Gange, il retourne vers la Birmanie, visite l'Arakan, atteint le fleuve Dava, l'actuel Irrawaddy, et le remonte jusqu'à Ava. De cette région, il fait la relation d'une étrange pratique d'insertion de grelots sous la peau de la verge (confirmée ensuite par d'autres voyageurs), de la capture des éléphants sauvages destinés à être apprivoisés (description conforme à celle de Pline - d'après Le Pogge), et décrit une espèce de mangue ainsi que le rhinocéros indien qu'il nomme licorne. Il se rend ensuite à Pancovia (Pégou) qu'il décrit comme une grande cité ; il affirme y passer quatre mois et prétend y voir pour la première fois depuis son arrivée dans le monde indien du raisin dont on fait du vin.

## Vers l'Orient extrême
Sa destination suivante est l'Inde intérieure, l'archipel de Malaisie, où il visite Java, où il parle des combats de coqs, et Bornéo — le point plus oriental de son périple, il pense qu'on ne peut naviguer plus à l'est — dont les habitants sont décrits comme des hommes effroyables et cruels. Il décrit cependant l'oiseau de paradis, Paradisea apoda, qui y est commercialisé, mais provient des îles d'Aru en Nouvelle-Guinée. Il fait état ensuite des « îles de Sandai », probablement les Moluques, où est produit la muscade et son macis et de « Bandam » (Banda) où pousse le giroflier, faisant l'erreur d'inverser les provenances.
Il reprend ensuite la direction de l'Occident et fait escale dans le royaume du Champâ avant de rejoindre « Coloen » (Kollam) sur la côte de Malabar, après un mois de navigation, région dont il vante, avec raison, la richesse de la production d'épices. Là, il fait la description d'un écureuil volant, du jacquier (Artocarpus integrafolia) et sous le nom d'amba, de la mangue (du sanskrit, amram, le Mangifera indica). De là, il se rend à « Cocym » (Cochin) et rend compte d'une pêche locale au lamparo. Il continue à remonter la côte en s'arrêtant à « Colonguria » (Cranganore), alors en déclin au bénéfice de Cochin depuis la crue du fleuve Periyar en 1341, puis à « Paluria » et « Meliancota », deux cités qui n'ont pas été identifiées avec certitude et enfin à « Collicuthia » (Calicut) dont il rend compte des qualités comme comptoir, avec son abondance de marchandises. Il décrit aussi les coutumes matriarcales du Malabar, le système dit marumakkatayam qui est aussi observé plus tard par les Portugais. 
Conti est bientôt de retour à Cambay où il décrit les bachali, certainement des jaïns, forts nombreux au Goujerat. Il navigue ensuite jusqu'à l'île de « Secuthéra » (Socotra), fait escale à « Adena » (Aden) dont il vante les bâtiments, « Barbora » (Berbera) en Éthiopie, « Gidda » (Djeddah) avant de passer par le Sinaï d'où il rejoint par la terre le Caire. Il y reste quelque temps, mais une épidémie de peste frappe la ville et il perd sa femme et deux de ses quatre enfants. Enfin, après 25 ans, il rejoint Venise.

## La description des Indes
Le récit de Nicolò se termine avec les réponses de Conti aux questions de Poggio sur la vie indienne, les classes sociales, la religion, les modes vestimentaires, les coutumes, habitudes et particularités de diverses sortes. D'après l'usage, alors fort répandu, le Vénitien divise les Indes en trois grandes parties, la première — l'Inde blanche — s'étendant de la Perse à l'Indus, la seconde de l'Indus au Gange, la troisième comprenant tout ce qui se trouve au-delà du Gange, en fait le Bengale et la Birmanie, région considérée comme recélant de grandes richesses, d'une culture et d'une magnificence égalant celles de l'Italie. Dans cette dernière partie de son récit, il rapporte que les Indiens n'utilisent pas la boussole, que les cales de leurs vaisseaux sont composées de zones étanches, ce qui les rend très sûrs, une caractéristique de la jonque malaise très utilisée dans l'Océan indien. Il décrit dans le Vijayanagar une fête assez semblable à celle des Râthayâtra de Purî où des chars sont tirés et sous les roues desquels des dévots se jettent afin de mourir écrasés en s'offrant en sacrifice. Il rend compte aussi de la fête de la holî ou fête des couleurs, d'un arbre qu'il nomme verecundia, qui semble réagir au stress environnemental et qui pourrait être une variété de mimosa. Nicolò semble avoir voulu se rendre dans le Golkonda depuis Vijayanagar mais y avoir renoncé devant la description des serpents qui infesteraient la région. L'année 1432 est correctement indiquée comme l'an 1490 de l'ère Vikrama. 
Nicolò rapporte plusieurs légendes très anciennes et que personne ne met en doute. Il ne fait aucune référence à la toute-puissance de l'islam dans un grand nombre de régions qu'il traverse, une puissance contre laquelle lutte le pape et qui lui fait rechercher des alliés, mythiques, comme le prêtre Jean. Il ne fait aucune référence non plus à son expansion en Indonésie où il entraîne bientôt la chute de l'Empire Majapahit et l'effacement de l'hindouisation de l'archipel, ni à la mainmise qu'ont les musulmans sur le commerce des épices au Kérala, mainmise à laquelle se trouvent confrontés les Portugais à leur arrivée en Inde, à la fin du siècle. Il ne rend pas compte non plus des flottes armées chinoises des Ming, commandées par l'eunuque Zheng He, qui croisent à la même époque dans ces mers et dont les jonques longues de cent quarante mètres, presque cinq fois plus longues que les caravelles d'une trentaine de mètres qui arrivent peu de temps après son passage et qui lui auraient certainement parues merveilleuses. Il cite en revanche toutes les implantations de chrétiens qu'il rencontre sur sa route. 
Malgré des toponymies souvent déformées par le filtre du classicisme plinien de Poggio et qui les rend souvent difficilement reconnaissables, le récit de Nicolò de Conti est le meilleur compte rendu sur l'Asie du Sud qui ait jamais été fait par un Européen du XVe siècle.